# ماری کوری (مجموعه تلویزیونی ۱۹۹۰)
ماری کوری (لهستانی: Maria Curie) یک مینی‌سریال زندگی‌نامه‌ای درام فرانسوی-لهستانی بر اساس رمانی از فرانسوا ژیرو است که در سال ۱۹۹۰ منتشر شد. این سریال دربارهٔ زندگی دانشمند نامدار لهستانی-فرانسوی ماری کوری است.

## گزیدهٔ بازیگران
- ماری-کریستین بارو در نقش ماری کوری
- ژان-لوک مورو در نقش پل لانژون
- روژه وَن اول در نقش پیر کوری
- لوئیجی دیبرتی در نقش امیل بورل
- پیوتر ماخالیتسا در نقش ژان باتیست پرن
- جان هارگریوز در نقش ارنست رادرفورد
- کشیشتف کوئوباشوک در نقش کاژیمیش دوئوسکی
- رنه لوآیون در نقش آندره-لویس دبیرن
- یژی کریشاک در نقش ایگناتسی یان پادرفسکی
- اِوا تِـلِـگا در نقش ایو کوری
- مونیکا اسکاتینی در نقش مری متینگلی ملونی
- آندژی پیشچاتوفسکی در نقش مسافرِ قطار (نامش در عنوان‌بندی نیامده)
- آندژی شچپکوفسکی
- واندا نویمان
- میروسواوا مارخلوک
- یوآنا یندریکا
- الکساندر باردینی
- آرکادیوش بازاک
- یوویتا بودنیک
- یانوش بوکوفسکی
- ادیتا یونگوفسکا
- امیلیان کامینسکی
- باربارا راخوالسکا
- میروسواوا دوبرافسکا
- الکساندر بدناش